# 아고스타
아고스타(이탈리아어: Agosta)는 이탈리아 라치오주 로마현에 위치한 코무네다. 로마로부터 동쪽 45km 거리에 있다.

## 역사
아고스타 지역은 선사시대 이래로 사람들이 거주했었다. 아우구스투스의 부대상황 사실에서 아쿠아 마르키아 송수로의 수원이라고 언급되었으며, 도시 명칭은 아우구스투스 황제에서 유래했다.